# Hoofdbureau van Politie (Den Haag)

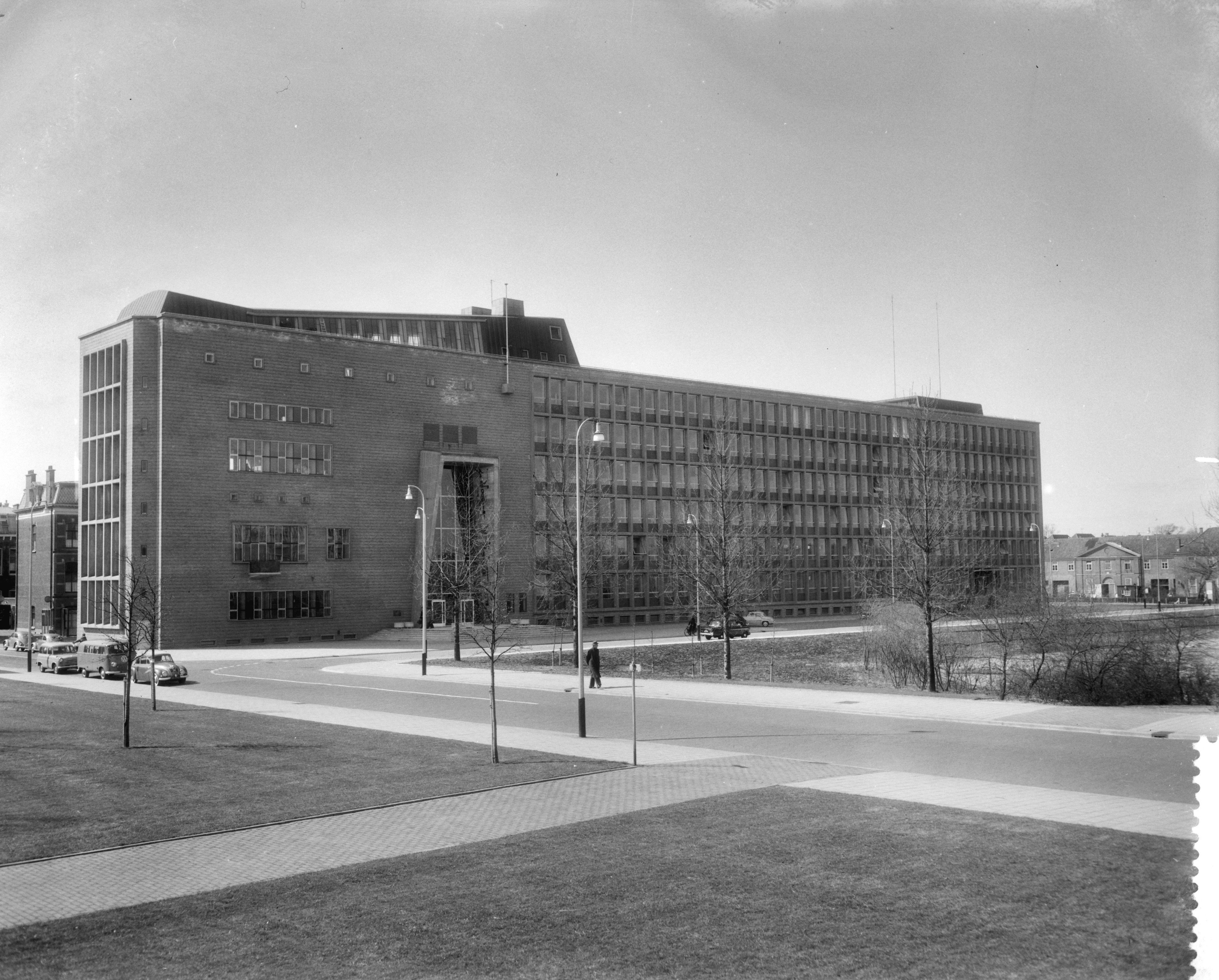
Politiebureau april 1959; het monumentgedeelte

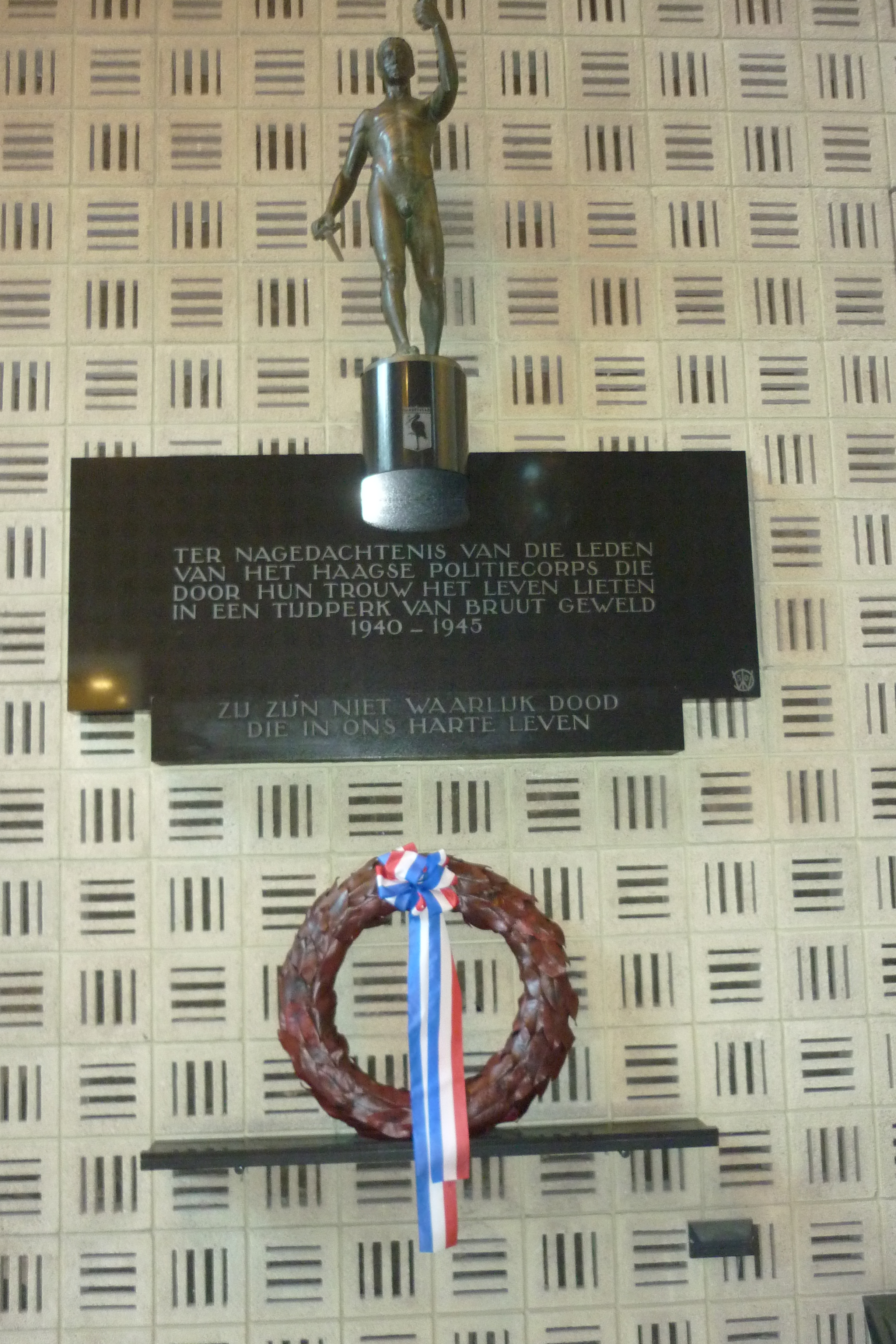
Oorlogsmonument (2010)

Het Hoofdbureau van Politie in Den Haag aan de Burgemeester Patijnlaan is een in 1959 in gebruik genomen hoofdkantoor voor de politie Haaglanden naar ontwerp van Wouter Sybrand van de Erve. Bij oplevering bevond het zich naast het stadhuis. 

## Voorgeschiedenis
In enkele panden aan de Burgemeester Patijnlaan en de Burgemeester van Karnebeeklaan was na de Tweede Wereldoorlog het hoofdkantoor van de Haagse politie gevestigd. 
In 1948 werd besloten over te gaan tot de bouw van een hoofdkantoor. Toen besloten werd om op dezelfde locatie te blijven werden enkele panden aan de (latere) Patijnlaan afgebroken inclusief de bouwsels die erachter stonden. De panden aan de (latere) Karnebeeklaan werden verkocht.
Drie ontwerpen werden vergeleken, een ontwerp van Dudok, de stadsarchitect, een ontwerp van Julius M. Luthmann (1890-1973), architect van Gemeentewerken tevens architect van het ernaast gelegen stadhuis, en een ontwerp van Wouter Sybrand van de Erve, die de opdracht kreeg. Van den Erve was van mening dat een streng ogend gebouw nodig was dat een vermanend en bestraffend uiterlijk had. Het geheel wordt gedragen door een betonnen paalfundering en betonskelet met betonnen gevelelementen. Karakteristiek was destijds de grote betonnen luifel. In het gebouw zijn diverse reliëfs aanwezig, zoals op de oude ingang aan Alexanderveld.

## Ontwerp
De bouw duurde van 1954 tot en met 1959. De ingang van het nieuwe bureau was aan het Alexanderveld 125/126. De architect moest met enkele specificaties rekening houden:
- Het gebouw moest geen ontoegankelijke vesting worden maar ook geen glazen paleis. Hij wilde met strakke lijnen het strakke regime van de politie weergeven.
- Per medewerker moest 12,5 m² berekend worden.
- De hoogte van het gebouw mocht maximaal 23,5 meter worden om zeker te zijn dat het gebouw niet hoger werd dan het naastliggende stadhuis.

De bouw nam minstens tien jaar in beslag; er heerste destijds financiële tekorten waardoor er in 1957 een generale bouwstop werd ingesteld voor dit soort projecten. In 1959 waren de kosten opgelopen tot meer dan negen miljoen gulden.
In 1981 is het gebouw uitgebreid. Op het dak van de ondergrondse garage werd een patiotuin gemaakt met een waterplastiek, gemaakt door beeldend vormgever Hedda Buijs. Op het dak bevindt zich een grote aula, die ook wel de cockpit wordt genoemd.
Het oudste deel van het gebouw aan het Alexanderveld is een gemeentelijk monument, de nieuwbouw valt niet onder het monumentschap. Het gebouw werd mede tot gemeentelijk monument verklaard omdat al een aantal gebouwen uit het oeuvre van Van den Erve, die zich liet inspireren door Le Corbusier al gesloopt waren. Ook de kunstwerken, die een zijn met gebouw en haar functie en tekenend zijn voor de architectuur van de wederopbouw, waren redenen het tot gemeentelijk monument te verklaren.   

### Renovatie
In de 21e eeuw heeft een grondige renovatie plaatsgevonden. Er werd asbest verwijderd, er kwam airconditioning, andere verlichting en betere beveiliging. Ook werd er een systeem aangelegd waarbij warmte of koelte uit de bodem wordt gebruikt om de temperatuur in het gebouw te regelen. Desalniettemin werd in 2018 besloten dat een nieuw hoofdbureau zou verrijzen aan de Pegasusstraat. De bouw daarvan begon in 2023. Renovatie van het 'oude' gebouw zou op langere termijn duurder uitpakken dan nieuwbouw.

## Gedenkteken
In de hal achter de oude ingang aan het Alexanderveld is een monument aangebracht met de volgende tekst:

TER NAGEDACHTENIS VAN DIE LEDEN
VAN HET HAAGSE POLITIECORPS DIE
DOOR HUN TROUW HET LEVEN LIETEN
IN EEN TIJDPERK VAN BRUUT GEWELD
1940-1945
ZIJ ZIJN NIET WAARLIJK DOOD
DIE IN ONS HARTE LEVEN